# Лузерна-Сан-Джованні
Лузерна-Сан-Джованні (італ. Luserna San Giovanni, п'єм. Luserna e San Gioann) — муніципалітет в Італії, у регіоні П'ємонт,  метрополійне місто Турин.
Лузерна-Сан-Джованні розташована на відстані близько 540 км на північний захід від Рима, 45 км на південний захід від Турина.
Населення — 7502 особи (2014).

## Демографія
Населення за роками:

Станом на 1 січня 2023 року в муніципалітеті офіційно проживали 832 іноземці з 56 країн, серед них 239 громадян країн Євросоюзу та 13 громадян України.

## Уродженці
- Давіде Нікола (*1973) — італійський футболіст, захисник, згодом — футбольний тренер.

## Сусідні муніципалітети
- Ангронья
- Баньйоло-П'ємонте
- Біб'яна
- Брикеразіо
- Лузернетта
- Рора
- Торре-Пелліче